# Sundiata Gaines
Sundiata Kofi Gaines (Jamaica, Queens, Nueva York, 18 de agosto de 1986) es un jugador de baloncesto estadounidense que actualmente se encuentra sin equipo. Con 1,85 metros de altura, juega en la posición de base.

## Trayectoria deportiva

### Universidad
Gaines jugó cuatro temporadas en los Bulldogs de la Universidad de Georgia, promediando un total de 12 puntos, 3.9 asistencias, 5.5 rebotes y 2.1 robos de balón en 123 partidos. En 2008 fue elegido mejor jugador de la Southeastern Conference y formó parte del mejor quinteto de la conferencia, además de conseguir el campeonato del torneo de la SEC con los Bulldogs.

### Profesional
Tras dejar la universidad, Gaines fichó por el NGC Cantú de la liga italiana, donde militó una temporada. Al año siguiente regresó a los Estados Unidos, jugando en el Idaho Stampede de la NBA Development League y firmando promedios de 23.9 puntos y 6.9 asistencias en 14 partidos. El 5 de enero de 2010, Gaines firmó por Utah Jazz de la NBA.
El 14 de enero de 2010, en su quinto partido en la NBA, Gaines anotó el triple de la victoria en la bocina ante Cleveland Cavaliers, dando la victoria a los Jazz por 97-96. Fue el primer triple en la liga de Gaines.
[actualizar]

## Estadísticas de su carrera en la NBA

### Temporada regular
| Año     | Equipo     | PJ | PT | MPP  | %TC  | %3P  | %TL  | RPP | APP | ROB | TPP | PPP |
| ------- | ---------- | -- | -- | ---- | ---- | ---- | ---- | --- | --- | --- | --- | --- |
| 2009–10 | Utah       | 32 | 0  | 6.8  | .463 | .269 | .500 | .9  | 1.2 | .4  | .0  | 3.3 |
| 2010–11 | Minnesota  | 8  | 0  | 8.1  | .318 | .333 | .500 | .8  | .8  | .4  | .0  | 2.6 |
| 2010–11 | Toronto    | 6  | 0  | 15.0 | .429 | .200 | .330 | 1.3 | 1.8 | .7  | .2  | 5.8 |
| 2010–11 | New Jersey | 10 | 0  | 14.6 | .417 | .235 | .550 | 2.4 | 2.5 | .9  | .0  | 5.5 |
| 2011–12 | New Jersey | 57 | 12 | 13.9 | .376 | .341 | .615 | 1.9 | 2.2 | 1.0 | .0  | 5.1 |
| Total   | Total      | 57 | 12 | 11.6 | .397 | .301 | .562 | 1.5 | 1.8 | .7  | .0  | 4.5 |